# Doris Haus

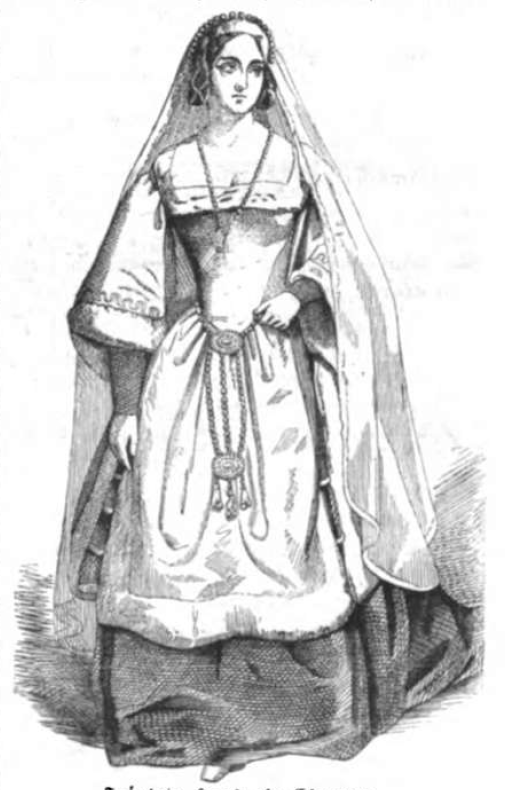
Doris Haus als Eleonore in der sizilianischen Vesper (1843) von Lindpaintner

Doris Haus (13. Mai 1807 in Mainz – 11. Januar 1870 in Stuttgart) war eine deutsche Opernsängerin (Sopran) und Gesangspädagogin.

## Leben
Doris Haus, Tochter eines Rheinbrückenbausmeisters in Mainz, wurde nach dem frühen Tod ihrer Eltern in einem Internat in Köln erzogen. Ein Verwandter ermöglichte ihr die Ausbildung zur Sängerin. Sie ging, nachdem sie genügend vorbereitet war, zur Bühne und debütierte 1825 in Mainz als „Konstanze“ in der Entführung. Bald darauf wurde sie in Frankfurt (1825–1830) und in Stuttgart (1830–1846) engagiert. Namentlich in der letzteren Stadt, wo sie bis zum Abgang von der Bühne künstlerisch tätig war, galt sie als Liebling des Publikums, ihre „Donna Anna“, „Romeo“, „Fidelio“, „Desdemona“ etc. waren hervorragende Leistungen. 1846 wurde sie pensioniert, und arbeitete danach als Gesangspädagogin in Stuttgart.
Haus besaß eine glockenhelle und doch volle Stimme, die sich besonders für die Schöpfungen deutscher Meister, weniger für den italienischen Gesang eignete. Ihre schöne, imponierende Persönlichkeit, vereint mit ihren reichen Gesangsmitteln, machte sie besonders für tragische Partien geeignet, in welchen sie als eine der hervorragendsten deutschen Bühnensängerinnen siegesgewiss mit jeden Rivalin in die Schranken treten konnte.